# Renovar Europa
 Renovar Europa (RE; en inglés: Renew Europe o simplemente Renew) es un grupo parlamentario europeo formado principalmente por partidos políticos centristas, centroizquierdistas y socioliberales. Fue creado en la IX legislatura del Parlamento Europeo.
Es considerado el sucesor del Grupo de la Alianza de los Liberales y Demócratas por Europa, más conocido como ALDE Group. Integra a estos últimos, a la delegación de eurodiputados franceses electos por la lista Renaissance vinculada a La República en Marcha y por la coalición rumana formada por la USR y el PLUS. El grupo se constituyó por primera vez con 97 eurodiputados. Se trata de la quinta fuerza política del Parlamento, por detrás del Grupo de los Conservadores y Reformistas Europeos, Patriotas por Europa, los S&D y del EPP Group.

## Historia
En mayo de 2019, en un debate previo a las elecciones al Parlamento Europeo, Guy Verhofstadt, presidente del Grupo de la Alianza de los Liberales y Demócratas por Europa anunció que tras las elecciones estaría destinado a disolverse y crear una nueva alianza con la lista Renaissance encabezada por La República en Marcha. Durante, y después de, las elecciones europeas, el grupo se denominó de forma temporal como ALDE más Renaissance más USR Plus.
El nuevo grupo anunció su nombre definitivo el 12 de junio de 2019 después de formar la alianza con LREM.
El 19 de junio de 2019, se anunció que Dacian Cioloș, ex primer ministro de Rumanía, fue elegido como primer presidente del grupo, imponiéndose a su contrincante Sophie in 't Veld por 64 votos a 42.

## Composición
El grupo, en la Décima legislatura del Parlamento Europeo, está formado por los siguientes diputados:
| Total | Total                 | Partido político europeo                                                                      | Partido político europeo                                             | Partido miembro                                                 | Partido miembro                                   | Diputados         | Diputados            | Diputados            |
| Total | Total                 | Partido político europeo                                                                      | Partido político europeo                                             | Partido miembro                                                 | Partido miembro                                   | Respecto al grupo | Respecto a su estado | Respecto a su estado |
| ----- | --------------------- | --------------------------------------------------------------------------------------------- | -------------------------------------------------------------------- | --------------------------------------------------------------- | ------------------------------------------------- | ----------------- | -------------------- | -------------------- |
|       | Renovar Europa 77/720 |                                                                                               | ALDE 51/77                                                           |                                                                 | Eslovaquia Progresista Progresívne Slovensko (PS) | 6/77              | 6/15                 | Eslovaquia           |
|       | Renovar Europa 77/720 | Partido Democrático Libre Freie Demokratische Partei (FDP)                                    | ALDE 51/77                                                           | 5/77                                                            | 5/96                                              | Alemania          |                      |                      |
|       | Renovar Europa 77/720 | Fianna Fáil-El Partido Republicano Fianna Fáil-The Republican Party (FF)                      | ALDE 51/77                                                           | 4/77                                                            | 4/14                                              | Irlanda           |                      |                      |
|       | Renovar Europa 77/720 | Partido Popular por la Libertad y la Democracia Volkspartij voor Vrijheid en Democratie (VVD) | ALDE 51/77                                                           | 4/77                                                            | 4/31                                              | Países Bajos      |                      |                      |
|       | Renovar Europa 77/720 | Demócratas 66 Democraten 66 (D66)                                                             | ALDE 51/77                                                           | 3/77                                                            | 3/31                                              | Países Bajos      |                      |                      |
|       | Renovar Europa 77/720 | Movimiento Reformador Mouvement réformateur (MR)                                              | ALDE 51/77                                                           | 3/77                                                            | 3/22                                              | Bélgica           |                      |                      |
|       | Renovar Europa 77/720 | Movimiento por los Derechos y Libertades Движение за права и свободи (ДПС)                    | ALDE 51/77                                                           | 3/77                                                            | 3/17                                              | Bulgaria          |                      |                      |
|       | Renovar Europa 77/720 | Iniciativa Liberal Iniciativa Liberal (IL)                                                    | ALDE 51/77                                                           | 2/77                                                            | 2/21                                              | Portugal          |                      |                      |
|       | Renovar Europa 77/720 | Neos-La Nueva Austria y Foro Liberal Neos-Das Neue Österreich und Liberales Forum (NEOS)      | ALDE 51/77                                                           | 2/77                                                            | 2/20                                              | Austria           |                      |                      |
|       | Renovar Europa 77/720 | Partido del Centro Suomen Keskusta (SK)                                                       | ALDE 51/77                                                           | 2/77                                                            | 2/15                                              | Finlandia         |                      |                      |
|       | Renovar Europa 77/720 | Partido del Centro Centerpartiet (C)                                                          | ALDE 51/77                                                           | 2/77                                                            | 2/21                                              | Suecia            |                      |                      |
|       | Renovar Europa 77/720 | Venstre, Partido Liberal Danés Venstre, Danmarks Liberale Parti (V)                           | ALDE 51/77                                                           | 2/77                                                            | 2/15                                              | Dinamarca         |                      |                      |
|       | Renovar Europa 77/720 | Unión Salvar Rumanía Uniunea Salvați România (USR)                                            | ALDE 51/77                                                           | 2/77                                                            | 2/33                                              | Rumania           |                      |                      |
|       | Renovar Europa 77/720 | Liberales Liberalerna (L)                                                                     | ALDE 51/77                                                           | 1/77                                                            | 1/21                                              | Suecia            |                      |                      |
|       | Renovar Europa 77/720 | Liberales y Demócratas Flamencos Open Vlaamse Liberalen en Democraten (VLD)                   | ALDE 51/77                                                           | 1/77                                                            | 1/22                                              | Bélgica           |                      |                      |
|       | Renovar Europa 77/720 | Movimiento Liberal Liberalų Sąjūdis (LS)                                                      | ALDE 51/77                                                           | 1/77                                                            | 1/11                                              | Lituania          |                      |                      |
|       | Renovar Europa 77/720 | Partido Democrático Demokratesch Partei (DK)                                                  | ALDE 51/77                                                           | 1/77                                                            | 1/6                                               | Luxemburgo        |                      |                      |
|       | Renovar Europa 77/720 | Partido de la Libertad Laisvės Partija (LP)                                                   | ALDE 51/77                                                           | 1/77                                                            | 1/11                                              | Lituania          |                      |                      |
|       | Renovar Europa 77/720 | Partido del Centro Estonio Eesti Keskerakond (EK)                                             | ALDE 51/77                                                           | 1/77                                                            | 1/7                                               | Estonia           |                      |                      |
|       | Renovar Europa 77/720 | Partido Popular Sueco de Finlandia Svenska Folkpartiet i Finland (SFP)                        | ALDE 51/77                                                           | 1/77                                                            | 1/15                                              | Finlandia         |                      |                      |
|       | Renovar Europa 77/720 | Partido Reformista Estonio Eesti Reformierakond (ER)                                          | ALDE 51/77                                                           | 1/77                                                            | 1/7                                               | Estonia           |                      |                      |
|       | Renovar Europa 77/720 | Partido Social Liberal Det Radikale Venstre (DRV)                                             | ALDE 51/77                                                           | 1/77                                                            | 1/15                                              | Dinamarca         |                      |                      |
|       | Renovar Europa 77/720 | Por el Desarrollo de Letonia Latvijas Attīstībai (LA)                                         | ALDE 51/77                                                           | 1/77                                                            | 1/9                                               | Letonia           |                      |                      |
|       | Renovar Europa 77/720 | Unión de los Demócratas e Independientes Union des Démocrates et Indépendants (UDI)           | ALDE 51/77                                                           | 1/77                                                            | 1/81                                              | Francia           |                      |                      |
|       | Renovar Europa 77/720 | EDP 9/77                                                                                      |                                                                      | Movimiento Demócrata Mouvement Démocrate (MoDem)                | 4/77                                              | 4/81              | Francia              |                      |
|       | Renovar Europa 77/720 | EDP 9/77                                                                                      | Electores Libres Freie Wähler (FW)                                   | 3/77                                                            | 3/96                                              | Alemania          |                      |                      |
|       | Renovar Europa 77/720 | EDP 9/77                                                                                      | Los Comprometidos Les Engagés (LE)                                   | 1/77                                                            | 1/22                                              | Bélgica           |                      |                      |
|       | Renovar Europa 77/720 | EDP 9/77                                                                                      | Partido Nacionalista Vasco Euzko Alderdi Jeltzalea (EAJ-PNV)         | 1/77                                                            | 1/61                                              | España            |                      |                      |
|       | Renovar Europa 77/720 | EPP 1/77                                                                                      |                                                                      | Partido del Movimiento Popular Partidul Mișcarea Populară (PMP) | 1/77                                              | 1/33              | Rumania              |                      |
|       | Renovar Europa 77/720 | Ninguno 16/77                                                                                 |                                                                      | Renacimiento Renaissance (RE)                                   | 5/77                                              | 5/81              | Francia              |                      |
|       | Renovar Europa 77/720 | Ninguno 16/77                                                                                 | Continuamos el Cambio Продължаваме промяната (ПП)                    | 2/77                                                            | 2/17                                              | Bulgaria          |                      |                      |
|       | Renovar Europa 77/720 | Ninguno 16/77                                                                                 | Horizontes Horizons (H)                                              | 2/77                                                            | 2/81                                              | Francia           |                      |                      |
|       | Renovar Europa 77/720 | Ninguno 16/77                                                                                 | Movimiento Libertad Gibanje Svoboda (GS)                             | 2/77                                                            | 2/9                                               | Eslovenia         |                      |                      |
|       | Renovar Europa 77/720 | Ninguno 16/77                                                                                 | Moderados Moderaterne (M)                                            | 1/77                                                            | 1/15                                              | Dinamarca         |                      |                      |
|       | Renovar Europa 77/720 | Ninguno 16/77                                                                                 | Polonia 2050 de Szymon Hołownia Polska 2050 Szymona Hołowni (PL2050) | 1/77                                                            | 1/53                                              | Polonia           |                      |                      |
|       | Renovar Europa 77/720 | Ninguno 16/77                                                                                 | Independientes                                                       | 3/77                                                            | 2/14                                              | Irlanda           |                      |                      |
| 1/81  | Renovar Europa 77/720 | Ninguno 16/77                                                                                 | Independientes                                                       | 3/77                                                            | Francia                                           |                   |                      |                      |